# Californios

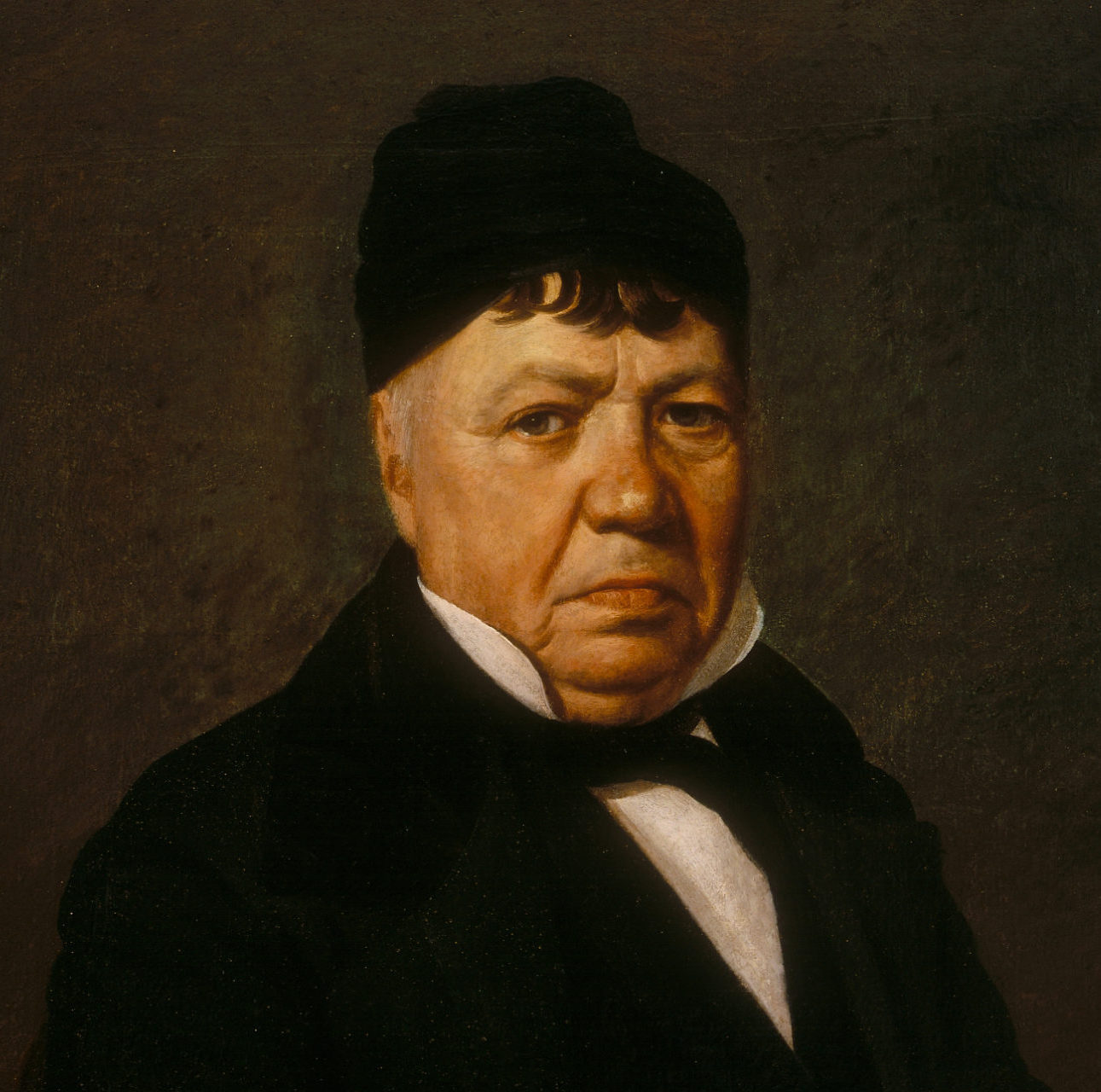
Le californio José de la Guerra y Noriega, peint par Leonardo Barbieri (1852), Musée historique de Santa Barbara.

Les Californios étaient les habitants de l'Alta California parlant l'espagnol dont le mode de vie et la culture originale furent mis à mal par l'annexion en 1848 de ce territoire par les États-Unis d'Amérique après la Guerre américano-mexicaine et par la ruée vers l'or qui suivit.